# Олівія Аллісон
Олівія Аллісон (англ. Olivia Allison, 13 лютого 1990) — британська синхронна плавчиня.
Учасниця Олімпійських Ігор 2008, 2012, 2016 років.
Призерка Ігор Співдружності 2010 року.